# NGC 1962
NGC 1962 is een open sterrenhoop in het sterrenbeeld Goudvis. Het hemelobject werd op 31 januari 1835 ontdekt door de Britse astronoom John Herschel.

## Synoniemen
- ESO 56-SC122